# Hamme

Bandeira de Hamme

Hamme é um município belga localizado no distrito de Dendermonde, provincia de Flandres Oriental. O município é constituído pelas vilas de Hamme e Moerzeke. Em 1 de Julho de 2006, o município tinha 23.351 habitantes, uma superfície total de 40,21 km² e uma densidade populacional de 581 habitantes por km². 
Hanmme tem  as suas  próprias lendas. Uma delas é a "Hamse Wuiten". Os habitantes de Hamme também são conhecidos como Hamse Wuitens.
A vila de Hamme tem uma igreja de estilo neoclássico, construída em 1740.

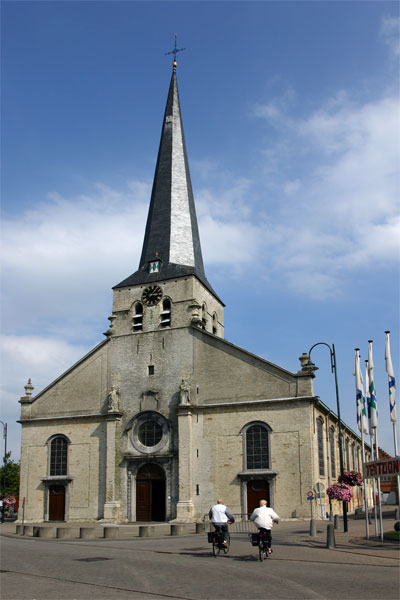
Igreja em Hamme, Flandres Oriental, Bélgica

## Habitantes famosos
- Herman Brusselmans, escritor